# 蒼ざめたハイウェイ
『蒼ざめたハイウェイ』（あおざめたハイウェイ、原題:In Color）は、チープ・トリックが1977年に発表したセカンド・アルバム。『ローリング・ストーン』誌が選出した「オールタイム・グレイテスト・アルバム500」に於いて、443位にランクイン。

## 解説
テッド・ニュージェント等との仕事で知られるトム・ワーマンがプロデュースを担当。アルバム・ジャケットは、表はオートバイに乗っているロビン・ザンダーとトム・ピーターソンのカラー写真で、裏は自転車に乗っているリック・ニールセンとバン・E・カルロスの白黒写真。邦題は、五木寛之の小説『蒼ざめた馬を見よ』が由来。
バンドは本作で自身初のBillboard 200入りを果たしたが、最高73位止まりで、シングル「甘い罠」は本国ではチャート・インしなかった。しかし、日本ではアルバム/シングル共に評判となり、バンドは本作で初めてオリコンLPチャート入りを果たした。後に、ライヴ・アルバム『チープ・トリックat武道館』から「甘い罠」のライヴ・ヴァージョンがシングル・カットされると、全米7位のヒットとなった。
バンド側は、本作の軽い音作りが不満だったため、1998年7月、スティーヴ・アルビニのプロデュースで本作の再レコーディングを行う。その時の録音は、2009年6月現在、まだ公式にCD化されていない。

## 収録曲
特記なき楽曲はリック・ニールセン作。
1. ハロー・ゼア - "Hello There" - 1:40
2. ビッグ・アイズ - "Big Eyes" - 3:09
3. ダウンド - "Downed" - 4:10
4. 甘い罠 - "I Want You to Want Me" - 3:11
5. ユーアー・オール・トーク - "You're All Talk" (Rick Nielsen, Tom Petersson) - 3:34
6. オー・キャロライン - "Oh Caroline" - 2:59
7. 今夜は帰さない - "Clock Strikes Ten" - 3:00
8. サザン・ガールズ - "Southern Girls" (R. Nielsen, T. Petersson) - 3:43
9. カモン・カモン - "Come On, Come On" - 2:39
10. ソー・グッド・トゥ・シー・ユー - "So Good to See You" - 3:37
下記5曲は1998年リマスター盤ボーナス・トラック。
11. オー・ボーイ (インストゥルメンタル・ヴァージョン) - "Oh Boy" (Instrumental Version) - 3:10
シングル「甘い罠」のB面曲。
12. サザン・ガールズ (未発表デモ・ヴァージョン) - "Southern Girls" (Demo) (R. Nielsen, T. Petersson) - 3:03
13. カモン・カモン (未発表デモ・ヴァージョン) - "Come On, Come On" (Demo) - 2:04
14. ユーアー・オール・トーク (未発表ライヴ・ヴァージョン) - "You're All Talk" (Live) (R. Nielsen, T. Petersson) - 3:41
15. グッドナイト (未発表ライヴ・ヴァージョン) - "Goodnight" (Live) - 2:19

## 参加ミュージシャン
- ロビン・ザンダー - ボーカル、リズムギター
- リック・ニールセン - リードギター、バッキング・ボーカル
- トム・ピーターソン - ベース、バッキング・ボーカル
- バン・E・カルロス - ドラムス